# Ренато Трайола
Ренато Трайола (італ. Renato Traiola, 19 грудня 1924 — 18 січня 1988) — італійський ватерполіст.
Бронзовий призер Олімпійських Ігор 1952 року.